# (20006) Albertus Magnus
(20006) Albertus Magnus est un astéroïde de la ceinture principale.

## Description
(20006) Albertus Magnus est un astéroïde de la ceinture principale. Il fut découvert le 11 avril 1991 à Tautenburg par Freimut Börngen. Il présente une orbite caractérisée par un demi-grand axe de 3,09 UA, une excentricité de 0,20 et une inclinaison de 2,5° par rapport à l'écliptique.

## Compléments